# Toms Brook (dopływ River John)
Toms Brook (do 8 czerwca 1966 Tom’s Brook) – strumień (brook) w kanadyjskiej prowincji Nowa Szkocja, w hrabstwie Pictou, płynący w kierunku wschodnim i uchodzący do River John; nazwa Tom’s Brook urzędowo zatwierdzona 6 maja 1947.